# Серр, Оливье де
Оливье́ де Серр (фр. Olivier de Serres; 1539[…], Вильнёв-де-Бер — 12 июля 1619 или 2 июля 1619, Вильнёв-де-Бер) — французский агроном, автор обширного труда «Le Théâtre d’agriculture» (1600; 19 переизданий в XVII веке). Считается отцом французской агрономии. Брат Жана де Се́рра.

## Биография
Из гугенотов, писал на среднефранцузском языке. Дьякон протестантской церкви в Вильнёв-де-Бере. В молодости много путешествовал по Франции, Швейцарии, Германии и Италии. В мае 1573 г. принимал участие в ополчении гугенотов.
В 19 лет приобрёл заброшенное имение Прадель в Мирабеле, где жило тогда всего 4 крестьянина, и за сорок лет проживания превратил его в образцовую ферму. Много экспериментировал с новыми культурами, одним из первых во Франции стал возделывать кукурузу, марену и хмель. Его насаждения были уничтожены в 1628 г. после взятия Мирабеля войсками кардинала Ришельё.
Де Серр активно боролся с трёхпольем, пропагандировал севооборот. Рекомендовал варьировать в виноградниках 5-6 сортов и никогда не ограничиваться одним-двумя. 
Оливье де Серр обнаружил, что кипячение сахарной свёклы даёт сироп с высоким содержанием сахара: «Сок при варке похож на сахарный сироп и окрашен в красивый красно-вермильоновый цвет».

## Издания
- «Le Théâtre d’agriculture» (19 переизданий в 1600—1675 годах, более новое — 1804).